# Au-delà de la haine
Au-delà de la haine (tj. Za hranicemi nenávisti) je francouzský dokumentární film z roku 2005, který režíroval Olivier Meyrou.

## Děj
V září 2002 byl v městském parku v Remeši ubit k smrti třemi mladými neonacistickými skinheady 29letý François Chenu kvůli své homosexualitě. Neonacisté v parku číhali původně na Araby. Film zachycuje pozůstalé (rodiče a sourozence) zhruba rok po útoku a krátce před zahájením soudního procesu s obviněnými. Vzpomínají na Françoise a snaží se pochopit pohnutky, které útočníky vedly k tomuto zločinu. Rozmlouvají s psychologem, se soudcem, prokurátorem, obhájcem i sami se sebou.

## Ocenění
- Teddy Award za nejlepší dokumentární film